# نواة رباعية النيوترونات
النواة رباعية النيوترونات (بالإنجليزية Tetraneutron) هي عنقود افتراضي مُستقر مكون من أربعة نيوترونات. ليس بمقدور النماذج النووية الحالية التي تصف القوة النووية دعم فكرة وجود هذا العنقود من الجسيمات، إلا أن هناك دليل تجريبي يقترح أن مثل هذه النواة موجود بالفعل، اعتماداً على ما قام به فرانسيسكو-ميغيل ماركيز وزملائه في مسارع غانيل في مدينة كان الفرنسية باستخدام طريقة كشف نووية فريدة في مراقبة إضمحلال البريليوم والليثيوم.
على الرغم من ذلك، فإن محاولات عدة جرت لاحقاً لإعادة تلك المشاهدات تجريبياً ولكنها جميعاً بائت بالفشل.

## تجربة ماركيز
كما هو الحال في التجارب العديدة التي تتم باستخدام مسارعات الجسيمات، أطلق فريق ماركيز البحثي الأنوية الذرية على أهداف من مادة الكربون ولاحظوا نواتج التصادم من الجسيمات المتناثرة. في تجربتهم هذه تم إطلاق البيريليوم-14، البيريليوم-15 والليثيوم-11 على مادة هدف قليلة السمك من الكربون، وكانت التجربة الأكثر نجاحاً بإستحدام حزم البيريليوم-14 المُسرعة. هذا النظير، أي البيريليوم-14، يعتبر نواة لها هالة نووية مكونة من عنقود رباعي النيوترونات؛ أتاح هذا التركيب الهالي لسهولة فصل هذه الهالة عن باقي قلب النواة والمكون من أربعة بروتونات وستة نيوترونات. إن النماذج النووية الحالية تقترح أن أربعة نيوترونات منفصلة ستنتج عندما يتم إنتاج البيريليوم-10 بالطريقة التي أشرنا إليها سابقاً، ولكن في تجربة ماركيز كانت الإشارة الكهربائية لصيد النيوترونات واحدة، أي أنها تدل على حدث واحد، وتشير أيضاً إلى ملاحظة انهيار البيريلوم-14 إلى بيريليوم-10 وأربعة نيوترونات، هذه النيوترونات الأربعة هي كتلة واحدة مندمجة تشكل نواة رباعية النيوترونات، بدلالة أن الإشارة الكهربائية واحدة لعملية صيد النيوترونات الأربعة بدلاً من أربعة إشارات مختلفة!

## منذ إجراء تجربة ماركيز وحتى يومنا هذا
راح تحليل متأخر لطريقة الكشف المتبعة في تجربة ماركيز إلى أنه على الأقل هناك جزء من تحليل ماركيز يعتبر معيباً. لقد تمت العديد من المحاولات لإعادة إنتاج المشاهدات التجريبية بطرق كشف مختلفة، ولكن أياً منها لم ينجح في الكشف عن عنقود النيوترونات الأربعة. ولكن، إذا ما تم إثبات وجود مثل هذه النواة مستقرةً فإن تغييرات جذرية يجب أن تتم على النماذج النووية الحالية. يقترح بيرتولاني Bertulani وزيلفينسكي Zelevinsky، أنه وفي حالة ثبت وجود مثل هذه النواة، فإن النواة رباعية النيوترونات يمكن لها أن تكون قد تكونت من نظام مستقر من جزيئي ثنائيي النيوترونات dineutron molecules. على أي حال، هناك محاولات لنمذجة التفاعلات التي يمكن أن تقود إلى نوى (أو عناقيد نووية) متعددة النيوترونات كلها فشلت. لا يبدو أنه من الممكن تغيير الهاميلتونيات النووية الحديثة لمجرد قبول فكرة ربط رباعيات النيوترونات النووية بدون كسر الكثير من التوقعات الناجحة والتي أثبتت صحة الهاملتونيات المستخدمة. يعني ذلك، إذا ما حدث وتم تأكيد وجود نظام نووي رباعي النيوترونات مستقر (ولو نسبياً) فإن فهمنا عن القوى النووية يجب أن يتغير كثيرًا.